# Croton sampatik
Croton sampatik är en törelväxtart som beskrevs av Johannes Müller Argoviensis. Croton sampatik ingår i släktet Croton och familjen törelväxter. Inga underarter finns listade i Catalogue of Life.